# Миљеница (филм)
Миљеница (енгл. The Favourite) је историјска црна комедија из 2018. године у режији Јоргоса Лантимоса, а чији су сценарио написали Дебора Дејвис и Тони МекНамара. Филм је копродукција Велике Британије, Ирске и Сједињених Држава. Радња филма је стављена у Енглеску почетком 18. века, заплет филма испитује однос две рођаке, Саре (Рејчел Вајс) и Абигал (Ема Стоун), које се супротстављају дворским миљеницама краљице Ане (Оливија Колман).
Филм је премијерно представљен 30. августа 2018. на 75. Међународном филмском фестивалу у Венецији, где је освојио награду Великог жирија. У Сједињеним Државама је изашао 23. новембра 2018. године, а у Великој Британији и Ирској 1. јануара 2019. Филм је зарадио 95 милиона долара широм света уз буџет од 15 милиона долара.
Филм је добио похвале за сценарио, режију, монтажу, костимографију, музику. Филм је Амерички филмски институт рангирао као један од десет најбољих филмова 2018. године. Такође је освојио осам европских филмских награда, укључујући најбољи филм, најбољег режисера и најбољу глумицу.

## Радња
Почетком 18. века, Велика Британија је у рату са Француском. Али трке патака и једење ананаса постају веома популарни. На престолу седи крхка краљица Ана, а њене државне послове обавља Сара Черчил, истовремено бринући о Анином здрављу и њеној ћудљивој нарави. Kад стигне нова слушкиња, Ебигејл Хил, Сара осећа наклоност према њој. Узима је под своје окриље, а Ебигејл види прилику да се врати својим аристократским коренима. Док политика рата почиње да исцрпљује Сару, Ебигејл постаје краљичина дружбеница. Њихово присно пријатељство даје јој прилику да оствари своје амбиције и она неће дозволити жени, мушкарцу, политици или зецу да јој стану на пут.

## Улоге
| Глумац         | Улога          |
| -------------- | -------------- |
| Оливија Колман | краљица Ана    |
| Рејчел Вајс    | Сара Черчил    |
| Ема Стоун      | Ебигејл Хил    |
| Николас Хоулт  | Роберт Харли   |
| Џо Алвин       | Самјуел Машам  |
| Џејмс Смит     | Сидни Годолфин |
| Марк Гатис     | Џон Черчил     |
| Џени Рејнсфорд | Меј            |